# Segunda División de España 1972-73
La temporada 1972–73 de la Segunda División de España de fútbol corresponde a la 42ª edición del campeonato y se disputó entre el 3 de septiembre de 1972 y el 27 de mayo de 1973. Posteriormente se disputó la promoción de permanencia entre el 10 de junio y el 17 de junio.
El campeón de Segunda División fue el Real Murcia.

## Sistema de competición
La Segunda División de España 1972/73 fue organizada por la Federación Española de Fútbol (RFEF).
El campeonato contó con la participación de 20 clubes y se disputó siguiendo un sistema de liga, de modo que todos los equipos se enfrentaron entre sí, todos contra todos en dos ocasiones -una en campo propio y otra en campo contrario- sumando un total de 38 jornadas. El orden de los encuentros se decidió por sorteo antes de empezar la competición.
Los tres primeros clasificados ascendieron directamente a Primera División.
Los cuatro últimos clasificados descendieron directamente a Tercera División, mientras que los cuatro equipos clasificados entre el decimotercero y el decimosexto lugar jugaron la promoción de permanencia ante los cuatro subcampeones de Tercera División.

## Clubes participantes
| Datos de ascensos y descensos con respecto a la temporada anterior |
| --- |
| Sevilla CF, Córdoba CF y CD Sabadell CF descienden de Primera División. Real Oviedo CF, CD Castellón y Real Zaragoza CD ascienden a Primera División. Villarreal CF, Club Ferrol, Xerez CD y UP Langreo descienden a Tercera División. Baracaldo Club, Gimnástico de Tarragona, Real Murcia y Atlético Osasuna ascienden a Segunda División. |

| Equipo                                     | Ciudad                 | Estadio                   |
| ------------------------------------------ | ---------------------- | ------------------------- |
| Baracaldo Club                             | Baracaldo              | Lasesarre                 |
| Cádiz Club de Fútbol                       | Cádiz                  | Ramón de Carranza         |
| Córdoba Club de Fútbol                     | Córdoba                | El Arcángel               |
| Cultural y Deportiva Leonesa               | León                   | Antonio Amilivia          |
| Elche Club de Fútbol                       | Elche                  | Altabix                   |
| Club Gimnástico de Tarragona               | Tarragona              | José Luis Calderón        |
| Hércules Club de Fútbol                    | Alicante               | La Viña                   |
| Club Deportivo Logroñés                    | Logroño                | Las Gaunas                |
| Real Mallorca                              | Palma de Mallorca      | Luis Sitjar               |
| Club Deportivo Mestalla                    | Valencia               | Mestalla                  |
| Club Real Murcia                           | Murcia                 | La Condomina              |
| Club Atlético Osasuna                      | Pamplona               | El Sadar                  |
| Pontevedra Club de Fútbol                  | Pontevedra             | Pasarón                   |
| Real Racing Club de Santander              | Santander              | El Sardinero              |
| Agrupación Deportiva Rayo Vallecano        | Madrid                 | Vallehermoso              |
| Centro de Deportes Sabadell Club de Fútbol | Sabadell               | Nova Creu Alta            |
| Club Deportivo San Andrés                  | Barcelona              | San Andrés                |
| Sevilla Club de Fútbol                     | Sevilla                | Ramón Sánchez-Pizjuán     |
| Club Deportivo Tenerife                    | Santa Cruz de Tenerife | Heliodoro Rodríguez López |
| Real Valladolid Deportivo                  | Valladolid             | José Zorrilla             |

## Clasificación y resultados

### Clasificación
| Pos. | Equipo                   | Pts. | PJ | G  | E  | P  | GF | GC | Dif. | Clasificación                     |
| ---- | ------------------------ | ---- | -- | -- | -- | -- | -- | -- | ---- | --------------------------------- |
| 1    | Real Murcia C. F. (C, A) | 54   | 38 | 24 | 6  | 8  | 61 | 26 | +35  | Ascenso a Primera División        |
| 2    | Elche C. F. (A)          | 50   | 38 | 20 | 10 | 8  | 48 | 28 | +20  | Ascenso a Primera División        |
| 3    | Racing de Santander (A)  | 48   | 38 | 20 | 8  | 10 | 41 | 37 | +4   | Ascenso a Primera División        |
| 4    | Sevilla C. F.            | 44   | 38 | 16 | 12 | 10 | 45 | 29 | +16  |                                   |
| 5    | Real Valladolid          | 42   | 38 | 15 | 12 | 11 | 42 | 32 | +10  |                                   |
| 6    | C. D. San Andrés         | 40   | 38 | 14 | 12 | 12 | 49 | 51 | −2   |                                   |
| 7    | Cádiz C. F.              | 39   | 38 | 14 | 11 | 13 | 51 | 45 | +6   |                                   |
| 8    | Baracaldo C. F.          | 39   | 38 | 14 | 11 | 13 | 43 | 48 | −5   |                                   |
| 9    | Hércules C. F.           | 39   | 38 | 16 | 7  | 15 | 42 | 39 | +3   |                                   |
| 10   | R. C. D. Mallorca        | 39   | 38 | 15 | 9  | 14 | 37 | 33 | +4   |                                   |
| 11   | A. D. Rayo Vallecano     | 37   | 38 | 15 | 7  | 16 | 58 | 50 | +8   |                                   |
| 12   | C. D. Sabadell C. F.     | 36   | 38 | 12 | 12 | 14 | 45 | 50 | −5   |                                   |
| 13   | Córdoba C. F.            | 35   | 38 | 13 | 9  | 16 | 45 | 46 | −1   | Acceso a Promoción de permanencia |
| 14   | C. D. Tenerife           | 35   | 38 | 13 | 9  | 16 | 36 | 38 | −2   | Acceso a Promoción de permanencia |
| 15   | C. A. Osasuna            | 34   | 38 | 13 | 8  | 17 | 32 | 49 | −17  | Acceso a Promoción de permanencia |
| 16   | Gimnástico de Tarragona  | 33   | 38 | 12 | 9  | 17 | 35 | 48 | −13  | Acceso a Promoción de permanencia |
| 17   | C. D. Logroñés (D)       | 30   | 38 | 8  | 14 | 16 | 40 | 48 | −8   | Descenso a Tercera División       |
| 18   | Pontevedra C. F. (D)     | 30   | 38 | 10 | 10 | 18 | 37 | 50 | −13  | Descenso a Tercera División       |
| 19   | Cultural Leonesa (D)     | 30   | 38 | 10 | 10 | 18 | 37 | 53 | −16  | Descenso a Tercera División       |
| 20   | C. D. Mestalla (D)       | 26   | 38 | 6  | 14 | 18 | 29 | 53 | −24  | Descenso a Tercera División       |

 Fuente: BDFútbol
Criterios de clasificación: Puntos · Diferencia de goles · Goles a favor · Play-off

### Resultados
| Local \ Visitante       | BAR | CAD | COR | CUL | ELC | GIM | HER | LOG | MLL | MES | MUR | OSA | PON | RAC | RAY | SAB | SAD | SEV | TEN | VLD |
| ----------------------- | --- | --- | --- | --- | --- | --- | --- | --- | --- | --- | --- | --- | --- | --- | --- | --- | --- | --- | --- | --- |
| Baracaldo C. F.         | —   | 1–1 | 3–2 | 1–2 | 0–0 | 3–0 | 2–0 | 2–1 | 1–0 | 4–2 | 0–1 | 3–0 | 3–0 | 0–0 | 2–2 | 1–0 | 1–1 | 2–1 | 1–1 | 2–0 |
| Cádiz C. F.             | 3–1 | —   | 1–1 | 1–0 | 1–1 | 1–1 | 2–1 | 3–2 | 2–0 | 1–1 | 0–1 | 1–0 | 2–0 | 0–1 | 2–3 | 3–1 | 6–0 | 1–1 | 0–0 | 3–2 |
| Córdoba C. F.           | 2–0 | 2–0 | —   | 2–2 | 1–2 | 1–0 | 4–2 | 2–1 | 2–0 | 0–0 | 1–0 | 4–0 | 2–1 | 1–2 | 2–0 | 0–0 | 4–0 | 0–0 | 1–0 | 2–3 |
| Cultural Leonesa        | 1–1 | 1–1 | 3–0 | —   | 0–0 | 2–0 | 1–4 | 3–2 | 0–0 | 2–1 | 1–3 | 1–0 | 1–1 | 1–2 | 3–1 | 0–0 | 1–2 | 1–2 | 0–0 | 2–1 |
| Elche C. F.             | 1–0 | 3–0 | 1–0 | 3–2 | —   | 1–0 | 3–0 | 3–1 | 3–1 | 4–1 | 1–1 | 1–0 | 2–0 | 1–1 | 0–1 | 1–0 | 2–0 | 1–0 | 1–0 | 1–2 |
| Gimnástico de Tarragona | 2–0 | 2–1 | 1–1 | 4–0 | 1–1 | —   | 1–0 | 2–2 | 0–1 | 2–0 | 0–1 | 1–0 | 0–0 | 1–0 | 2–0 | 2–1 | 2–1 | 0–1 | 0–0 | 2–1 |
| Hércules C. F.          | 2–0 | 0–1 | 1–0 | 3–1 | 2–1 | 0–0 | —   | 1–0 | 2–0 | 1–0 | 0–1 | 2–0 | 2–1 | 5–2 | 1–1 | 0–0 | 1–0 | 1–1 | 3–1 | 1–0 |
| C. D. Logroñés          | 1–1 | 3–3 | 4–0 | 1–0 | 0–1 | 1–1 | 1–2 | —   | 1–0 | 1–1 | 0–0 | 2–1 | 0–0 | 0–3 | 2–0 | 1–1 | 1–3 | 3–1 | 3–0 | 1–2 |
| R. C. D. Mallorca       | 1–1 | 0–0 | 2–0 | 2–0 | 2–2 | 2–0 | 1–0 | 0–0 | —   | 1–1 | 1–0 | 1–0 | 0–1 | 0–0 | 2–1 | 3–0 | 2–1 | 1–1 | 3–0 | 0–1 |
| C. D. Mestalla          | 0–1 | 1–1 | 0–1 | 1–2 | 2–3 | 3–1 | 0–1 | 1–1 | 1–3 | —   | 0–0 | 0–1 | 1–0 | 2–1 | 2–1 | 2–1 | 1–1 | 0–0 | 2–1 | 0–0 |
| Real Murcia C. F.       | 6–0 | 2–1 | 1–0 | 0–1 | 2–0 | 3–1 | 2–0 | 1–0 | 1–0 | 5–0 | —   | 1–0 | 3–0 | 4–1 | 2–1 | 5–2 | 1–0 | 2–0 | 3–0 | 2–1 |
| C. A. Osasuna           | 1–0 | 1–0 | 2–2 | 1–0 | 1–0 | 2–1 | 1–0 | 1–0 | 1–1 | 1–0 | 1–0 | —   | 2–0 | 0–1 | 4–2 | 1–3 | 1–1 | 1–1 | 1–1 | 0–0 |
| Pontevedra C. F.        | 0–2 | 2–1 | 0–0 | 0–0 | 0–2 | 3–0 | 1–1 | 1–1 | 1–3 | 2–0 | 0–1 | 1–2 | —   | 4–0 | 2–1 | 0–0 | 0–0 | 2–0 | 2–1 | 3–0 |
| Racing de Santander     | 2–1 | 1–0 | 1–0 | 2–1 | 0–0 | 1–1 | 1–0 | 3–0 | 1–0 | 2–0 | 0–0 | 1–0 | 1–0 | —   | 2–1 | 2–0 | 1–1 | 1–0 | 2–1 | 2–0 |
| A. D. Rayo Vallecano    | 2–2 | 1–2 | 3–0 | 1–1 | 0–1 | 4–0 | 2–1 | 1–0 | 2–1 | 1–1 | 2–0 | 7–0 | 2–2 | 2–0 | —   | 3–0 | 4–1 | 2–1 | 2–0 | 0–2 |
| C. D. Sabadell C. F.    | 3–0 | 3–1 | 3–3 | 2–0 | 1–0 | 3–2 | 0–0 | 0–2 | 0–1 | 2–1 | 3–3 | 2–1 | 3–1 | 3–0 | 1–1 | —   | 1–1 | 0–1 | 1–0 | 1–0 |
| C. D. San Andrés        | 3–0 | 2–4 | 1–0 | 1–0 | 3–1 | 1–2 | 2–1 | 1–1 | 0–1 | 0–0 | 3–2 | 3–3 | 2–3 | 2–0 | 2–0 | 4–1 | —   | 1–0 | 1–0 | 2–2 |
| Sevilla C. F.           | 0–1 | 2–0 | 3–1 | 2–0 | 2–0 | 2–0 | 1–0 | 0–0 | 2–0 | 3–0 | 1–1 | 1–1 | 5–2 | 1–0 | 3–0 | 2–1 | 0–0 | —   | 3–0 | 0–0 |
| C. D. Tenerife          | 0–0 | 0–1 | 1–0 | 4–1 | 0–0 | 1–0 | 3–0 | 3–0 | 1–0 | 1–1 | 2–0 | 2–0 | 3–1 | 4–1 | 1–0 | 1–1 | 0–1 | 2–0 | —   | 1–0 |
| Real Valladolid         | 4–0 | 1–0 | 2–1 | 1–0 | 0–0 | 3–0 | 1–1 | 0–0 | 3–1 | 0–0 | 2–0 | 2–0 | 1–0 | 0–0 | 0–1 | 1–1 | 1–1 | 1–1 | 2–0 | —   |

## Promoción de permanencia
En la promoción de permanencia jugaron Córdoba CF, CD Tenerife, Atlético Osasuna y Gimnástico de Tarragona, que se enfrentaron a los equipos de Tercera División Atlético Madrileño, CD Cartagena, CD Ensidesa y Gerona CF.
La promoción se jugó a doble partido a ida y vuelta con los siguientes resultados:
| 10 de junio de 1973 | CD Tenerife | 6:2 | CD Ensidesa | Estadio Heliodoro Rodríguez López, Santa Cruz de Tenerife |  |
|                     |             |     |             | Asistencia: ??? espectadores                              |  |

| 16 de junio de 1973 | CD Ensidesa | 0:0     | CD Tenerife | Estadio Juan Muro de Zaro, Avilés                       |                                                         |
|                     |             | Reporte |             | Asistencia: ??? espectadores Árbitro(s): García Carrión | Asistencia: ??? espectadores Árbitro(s): García Carrión |

- El CD Tenerife permanece en Segunda división.

| 10 de junio de 1973 | Atlético Osasuna     | 2:0     | CD Cartagena | Estadio El Sadar, Pamplona                           |                                                      |
|                     | Mata 32' Ostivar 55' | Reporte |              | Asistencia: ??? espectadores Árbitro(s): Sanz Marrón | Asistencia: ??? espectadores Árbitro(s): Sanz Marrón |

| 17 de junio de 1973 | CD Cartagena       | 2:1     | Atlético Osasuna | Estadio de El Almarjal, Cartagena                      |                                                        |
|                     | García 5' Fiol 57' | Reporte | Fiol 80' (p.p.)  | Asistencia: ??? espectadores Árbitro(s): Olalla Jurado | Asistencia: ??? espectadores Árbitro(s): Olalla Jurado |

- El Atlético Osasuna permanece en Segunda división.

| 10 de junio de 1973 | Córdoba CF                                             | 3:0     | Gerona CF | Estadio El Arcángel, Córdoba                          |                                                       |
|                     | Manolín Cuesta 2' Ortega (p.p.) 13' Manolín Cuesta 65' | Reporte |           | Asistencia: ??? espectadores Árbitro(s): López Seijas | Asistencia: ??? espectadores Árbitro(s): López Seijas |

| 16 de junio de 1973 | Gerona CF                            | 3:2     | Córdoba CF            | Municipal de Montilivi, Gerona                     |                                                    |
|                     | Busquets 17' Busquets 35' Iznata 72' | Reporte | Tejada Manolín Cuesta | Asistencia: 15.000 espectadores Árbitro(s): Juango | Asistencia: 15.000 espectadores Árbitro(s): Juango |

- El Córdoba CF permanece en Segunda división.

| 11 de junio de 1973 | Gimnástico Tarragona                                     | 4:0     | Atlético Madrileño | Estadio José Luis Calderón, Tarragona                    |                                                          |
|                     | Gallastegui 6' Bustamente 36' Gallastegui 80' Lloret 85' | Reporte |                    | Asistencia: ??? espectadores Árbitro(s): Fernández Lecue | Asistencia: ??? espectadores Árbitro(s): Fernández Lecue |

| 16 de junio de 1973 | Atlético Madrileño | 1:1     | Gimnástico Tarragona | Estadio Vicente Calderón, Madrid                    |                                                     |
|                     |                    | Reporte |                      | Asistencia: ??? espectadores Árbitro(s): Olasagasti | Asistencia: ??? espectadores Árbitro(s): Olasagasti |

- El Gimnástico de Tarragona permanece en Segunda división.

## Resumen
Campeón de Segunda División:
| - Club Real Murcia |

Ascienden a Primera División:
| - Club Real Murcia | - Elche Club de Fútbol | - Real Racing Club de Santander |

Descienden a Tercera División: 
| - Club Deportivo Logroñés - Pontevedra Club de Fútbol - Cultural y Deportiva Leonesa - Club Deportivo Mestalla |